# Tagawa
Tagawa (jap. 田川市 Tagawa-shi) – miasto w Japonii, w prefekturze Fukuoka, na wyspie Kiusiu.
Tagawa było historycznie miastem węglowym i łatwo rozpoznawalnym dzięki dwóm wysokim kominom zlokalizowanym w pobliżu stacji kolejowej Tagawa-Ita (jap. 田川伊田). Obecnie rozwinięte branże w Tagawie obejmują produkcję wapienia i cementu.

## Historia
Miasto powstało 3 listopada 1943 roku w wyniku połączenia dwóch miejscowości Gotōji (jap. 後藤寺町 Gotōji-machi) i Ita (jap. 伊田町 Ita-machi) (z powiatu Tagawa).

## Populacja
Zmiany w populacji Tagawy w latach 1970–2015:
| Rok  | Populacja |
| ---- | --------- |
| 1970 | 64 233    |
| 1975 | 61 464    |
| 1980 | 60 077    |
| 1985 | 59 727    |
| 1990 | 57 700    |
| 1995 | 56 547    |
| 2000 | 54 027    |
| 2005 | 51 534    |
| 2010 | 50 605    |
| 2015 | 48 441    |

## Galeria

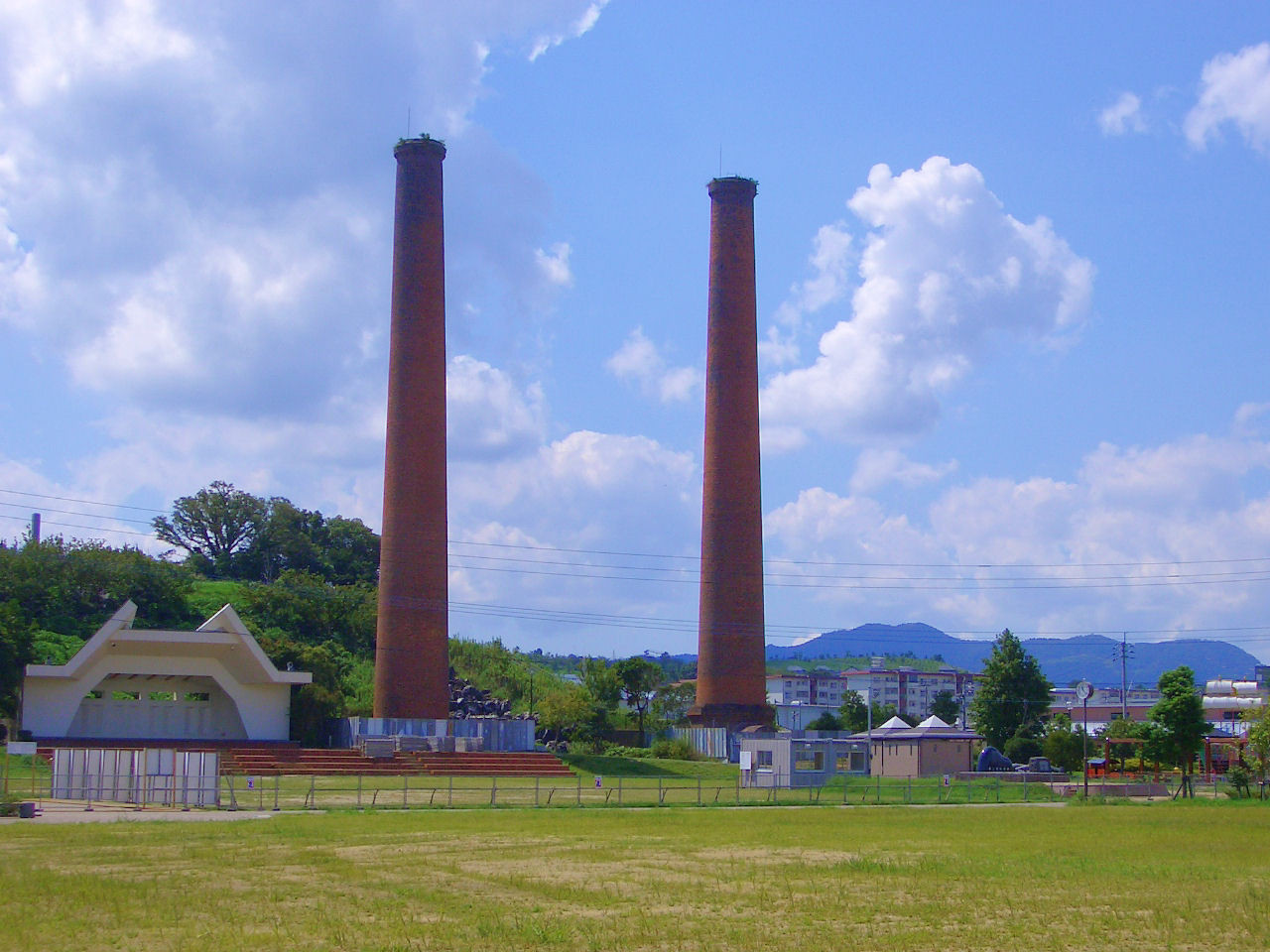
Kominy kopalni węglowej Mitsui-Tagawa